# Pradoalvar
Pradoalvar (llamada oficialmente Santo André de Pradoalbar) es una parroquia y un lugar del municipio español de Villarino de Conso, en la provincia de Orense, Galicia.

## Toponimia
La parroquia también es conocida por el nombre de San Andrés de Pradoalvar.

## Organización territorial
La parroquia está formada por dos entidades de población:

### Entidad de población
Entidad de población que forman parte de la parroquia:
- Pradoalvar (Pradoalbar)

### Despoblado
Despoblado que forma parte de la parroquia:
- Invernadero (O Invernadeiro)

## Demografía
Gráfica demográfica del lugar y parroquia de Pradoalvar según el INE español:
| Gráfica de evolución demográfica de Pradoalvar entre 2000 y 2023 |
|                                                                  |
| Datos según el nomenclátor publicado por el INE.                 |